# Létord LET 4
Die Létord LET 4 war ein französisches Militärflugzeug im Ersten Weltkrieg.

## Entwicklung
Der französische Flugzeugkonstrukteur Émile-Louis Letord hatte bereits 1910 in seinen Ètablissements Létord in Meudon bei Paris mit dem Bau von Doppeldeckern des Typs Maurice Farman begonnen, die unter der Firmenbezeichnung Letord et Niepce geliefert wurden. Létord baute im Auftrag von Oberst Dorand, Direktor der französischen Luftfahrtbehörde (Section Technique de l’Aéronautique, STAé) in Chalais-Meudon, mehrere Flugzeuge.
Nach Kriegsausbruch fertigte Létord neben Eigenkonstruktionen in Lizenz vor allem Nieuport-Kampfflugzeuge. 1916 entstand unter der Anleitung von Oberst Émile Dorand die Létord 4.
1916 entwarf Létord die LET 4, einen zweimotorigen 1½-Decker mit konventionellem Rumpf, rückwärts gestaffelten Tragflächen und drei Mann Besatzung. Dieser sollte sowohl als Aufklärer und Bomber eingesetzt werden können und die veralteten Farman F.40, Caudron G-III, G-IV und Caudron R-4 ablösen.

## Kriegseinsatz
Im April 1917 erreichte die Létord 4 A.3 die Frontstaffeln der Aéronautique Militaire. Die LET 4 zeigte allerdings keine überragenden Leistungen. Sie wurde vor allem als Aufklärungsflugzeug eingesetzt.

## Technische Daten
| Kenngröße                       | Daten                                                        |
| ------------------------------- | ------------------------------------------------------------ |
| Besatzung                       | 3                                                            |
| Länge                           | 11,30 m                                                      |
| Spannweite                      | 17,68 m                                                      |
| Höhe                            | 3,55 m                                                       |
| Leermasse                       | 1543 kg                                                      |
| Startmasse                      | 2186 kg                                                      |
| Standardtriebwerk               | zwei Lorraine-Dietrich-Reihenmotoren, je 160 PS (ca. 120 kW) |
| Höchstgeschwindigkeit           | 132 km/h                                                     |
| Steiggeschwindigkeit auf 2000 m | 13:40 min                                                    |
| Gipfelhöhe                      | 4270 m                                                       |
| Bewaffnung                      | 2–3 MG                                                       |